# أوشكوش إل-أي تي في
أوشكوش إل-أي تي في (بالإنجليزية: Oshkosh L-ATV)‏ هو مركبة قتالية خفيفة متعددة المهام تابعة للقوت المسلحة الأمريكية.